# Abzànovo
Abzànovo (en rus: Абзаново) és un poble de Baixkíria, a Rússia, que en el cens del 2010 tenia 836 habitants. Pertany al districte d'Arkhànguelskoie.